# Live at the Paramount (The Guess Who)
Live at the Paramount è il primo album live del gruppo canadese The Guess Who, registrato il 22 maggio 1972 al Paramount Theatre di Seattle, pubblicato nel 1972 da Nimbus Nine. Nel 2000 è stata pubblicata una riedizione dalla Buddah Records, contenente 6 brani in più.

## Tracce

### Lato A
1. Albert Flasher – 2:59 (Burton Cummings)
2. New Mother Nature – 4:26 (Burton Cummings)
3. Glace Bay Blues – 3:19 (Blair MacLean - Gary MacLean - Don McDougall)
4. Runnin' Back to Saskatoon – 6:52 (Burton Cummings - Kurt Winter)
5. Pain Train – 7:00 (Burton Cummings - Kurt Winter)

### Lato B
1. American Woman – 16:53 (Randy Bachman - [Burton Cummings - Jim Kale - Garry Peterson)
2. Truckin' Off Across the Sky – 7:21 (Burton Cummings - Jim Kale - Don McDougall - Garry Peterson - Kurt Winter)

### Riedizione del 2000
1. Pain Train - 7:00
2. Albert Flasher - 2:59
3. New Mother Nature - 4:26
4. Runnin' Back to Saskatoon - 6:52
5. Rain Dance - 2:53 (Burton Cummings - Kurt Winter)
6. These Eyes - 4:29 (Randy Bachman - Burton Cummings)
7. Glace Bay Blues - 3:19 (Randy Bachman - Burton Cummings)
8. Sour Suite - 3:58 (Burton Cummings)
9. Hand Me Down World - 3:53 (Kurt Winter)
10. American Woman - 16:53 (Randy Bachman - Burton Cummings)
11. Truckin' Off Across the Sky - 7:21
12. Share the Land - 4:46 (Burton Cummings)
13. No Time - 6:06 (Randy Bachman - Burton Cummings)

## Formazione
- Burton Cummings - pianoforte, flauto, armonica a bocca e voce
- Kurt Winter - chitarra e voce
- Donnie McDougall - chitarra e voce
- Jim Kale - basso e voce
- Garry Peterson - batteria e voce